# Park Jin-young
Pour le chanteur et auteur-compositeur, fondateur de JYP Entertainment, voir J. Y. Park.
Pour les articles homonymes, voir JR et Junior.
Dans ce nom coréen, le nom de famille, Park, précède le nom personnel.
Park Jin-young (hangeul: 박진영, RR : Bagjin-yeong, hanja: 朴珍榮), dit Jinyoung, est un chanteur et acteur sud-coréen, né le 22 septembre 1994 à Jinhae (Gyeongsang du Sud). Il est membre du duo JJ Project et membre du boys band Got7.
En 2015, alors qu'il utilisait Jr. comme nom de scène, il le rallonge en Junior. Nom qu'il ensuite abandonne en août 2016 pour son prénom Jinyoung.

## Biographie

### Jeunesse et formations
Park Jin-young naît le 22 septembre 1994 à Jinhae, dans le Gyeongsang du Sud. Il a deux sœurs aînées, Park So-young et Park Bo-young.
Il a fréquenté l'école primaire Yongwon, puis le collège d'Angolpo et, plus tard, le lycée Kyunggi. Il est allé à l'Université Howon, où il obtiendra son diplôme,.

### Pré-débuts et débuts (2009 à 2014)
En 2009, Jinyoung auditionne avec succès chez JYP Entertainment. Durant la compétition, on lui assigne Jay B comme partenaire, avec lequel il passe la dernière audition en duo. À la suite d'un vote unanime, les deux jeunes hommes finissent ex aequo à la première place de la compétition (qui rassemblait pas moins de 10 000 candidats). Ils signent ainsi un contrat pour devenir « trainees » (stagiaires) au sein de l'agence JYP, bénéficiant de cours de chants, danse, comédie et de séances de coaching pour devenir des k-pop idols.
En 2011, Jinyoung interprète le rôle de Jung Ui-bong dans le drama télévisé Dream High 2 aux côtés de Jay B. Le drama est diffusé pour la première fois le 30 janvier 2012 sur KBS. Le 29 février 2012, il sort la chanson We Are the B pour la bande originale du drama, avec Jinwoon, Kang So-ra et Kim Ji-soo.
En mai 2012, Jinyoung et Jay B font leurs débuts en duo sous le nom de JJ Project avec leur premier album intitulé JJ Project Slot Machine. Le clip vidéo officiel du titre Bounce sort le 19 mai. Permettant au duo de commencer les promotions de Bounce au M Countdown le 24 mai. Leur single Bounce est un succès, le clip étant visionné près d'un million de fois en deux jours. Le groupe est nommé aux Seoul Music Awards dans les catégories « Nouvel artiste » et « Artiste populaire ». Entre juin et octobre 2012, une émission de télé-réalité de 45 épisodes est consacrée au duo et diffusée sur SBS : JJ Project Diary.
Le 11 mars 2013, il est annoncé que Jinyoung figurerait sous le pseudonyme de Ddol-yi dans le nouveau drama de la chaîne MBC, When a Man Falls in Love. Son compagnon, Jay B, joue également un rôle dans ce drama qui a diffusé vingt épisodes dès le 3 avril.
Le 16 janvier 2014, les deux membres de JJ Project font leurs débuts au sein d'un groupe de sept artistes appelé Got7. Le groupe sort son premier extended play Got It? le 20 janvier 2014 qui réalise de bonnes performances au niveau des ventes et des classements,. Jinyoung fait également la chorégraphie pour l'un des singles, Follow Me. Par la suite, il participera à plusieurs chorégraphies, écrira des lyrics et certaines musiques de plusieurs chansons, au même titre que les autres membres du groupe Got7.

### Débuts en tant qu'acteur (depuis 2015)
Outre ses activités avec Got7, Jinyoung participe à divers projets musicaux et théâtraux. En 2015, il incarne le personnage principal à 17 ans, Park Hyeon-soo, dans le drama This is My Love diffusé sur JTBC du 29 mai au 18 juillet. En mars de la même année, il est engagé comme animateur officiel du M Countdown aux côtés de Key du groupe SHINee, de BamBam, membre du même groupe et de Jung-shin de CN Blue. Il quitte finalement son poste de MC en mars 2016 pour se concentrer sur ses activités avec Got7, y compris la première tournée de concerts du groupe dans le monde.
En 2016, il est choisi pour jouer le rôle principal dans le film indépendant A Stray Goat, réalisé par Cho Jae-min. Il y interprète un lycéen qui s'installe dans la ville de Goseong, où il rencontre une fille rejetée à cause des rumeurs et des soupçons concernant son père,. Le film est projeté en salles le 1er mars 2017 et présenté pour la première fois au 17e Festival international du film de Jeonju.
En septembre 2016, il est désigné pour un rôle de soutien dans le drama Legend of the Blue Sea, dans lequel il incarne la version adolescente du personnage de Lee Min-ho, le protagoniste de la série,.
En février 2017, SBS annonce que Jinyoung, Doyoung de NCT et Jisoo de Blackpink, seraient les nouveaux MC fixes de Inkigayo,.
En décembre 2018, il décroche son premier rôle principal dans le drama fantastique He is Psychometric. Il y incarne jeune Lee Ahn qui possède un pouvoir spécifique.
En 2020, il obtient son deuxième rôle principal dans le drama romantique When My Love Blooms, dans lequel il incarne la version jeune adulte du personnage joué par Yu Ji-tae.
En 2021, il rejoint la distribution du drama dystopique The Devil Judge aux côtés de Ji Sung et Kim Min-jung dans le rôle principal d'un jeune juge nommé Kim Ga-on. La même année, on le retrouve également dans le drama Yumi's Cells, l'adaptation du webtoon du même nom ou il interprète Yoo Ba-bi, rôle qu'il continuera dans Yumi's Cells 2 l'année suivante.
En 2022, on le retrouve dans un rôle secondaire dans Yaksha: Ruthless Operations et dans un double rôle principal dans Christmas Carol, du scénariste et réalisateur Kim Seong-soo, dans lequel il joue des frères jumeaux, Joo Il-woo et Joo Wol-woo. Au 59e Baeksang Arts Awards le 29 avril 2023, il reçoit le trophée du meilleur nouvel acteur pour sa performance dans ce rôle.

### Vie privée
Le 16 août 2016, il change son nom de scène Junior pour son prénom légal, Jinyoung. Il poste sur son compte Twitter, « À partir d'aujourd'hui, je vais promouvoir Jinyoung, pas Junior. Je vais devenir un Jinyoung qui donne plus d'effort. Je demande votre soutien abondant ! Je vous remercie ! ». Dans plusieurs interviews, Jinyoung dit qu'il en a discuté avec sa famille et qu'il a pris la décision de reprendre son vrai prénom.

## Filmographie

### Cinéma

#### Longs métrages
- 2017 : A Stray Goat (눈발) de Jo Jae-min : Jo Min-sik
- 2022 : Yaksha: Ruthless Operations (야차) de Nah Hyeon : Jeong-dae
- 2022 : Chrismast Carol (크리스마스 캐럴) de Kim Seong-soo : Joo Il-woo / Joo Wol-woo

### Télévision

#### Séries télévisées
- 2012 : Dream High 2 : Jung Ui-bong
- 2013 : When a Man Falls in Love : Ddol-yi
- 2015 : Dream Knight : Junior
- 2015 : This is My Love (My love Eun-dong): Ji Eun-ho / Park Hyun-soo à 17 ans
- 2016 : Legend of the Blue Sea : Heo Joon-jae / Kim Dam-ryung, adolescent
- 2019 : He Is Psychometric : Lee Ahn
- 2020 : When My Love Blooms : Jae-hyun, adolescent
- 2021 : The Devil Judge : Kim Ga-On
- 2021 : Yumi's cells : Yoo Babi / Bobby
- 2022 : Yumi's cells 2 : Yoo Babi / Bobby
- 2025 : The Witch : Lee Dong-jin
- 2025 : Our Unwritten Seoul : Lee Ho-soo

#### Web-séries
- 2017 : Magic School : Nara[29],[30]
- 2024 : Chicken Nugget : Yoo Tae-young (épisodes 4 - 5)

#### Émissions de variété
- 2017 : Master Key en tant qu'acteur (épisodes 4 et 6)
- 2018 : Living Together in Empty Room, avec Han Hye-yeon et P.O de Block B, sur MBC[31]
- 2018 : King Of Mask Singer en tant que participant dans le costume du lapin (épisodes 179 - 180)

#### Invitations
- 2015-2016 : M Countdown, sur Mnet[32]
- 2017 à la télévision|2017-2018 : Inkigayo, sur SBS[33]

### Traductions
- (en) Cet article est partiellement ou en totalité issu de l’article de Wikipédia en anglais intitulé « Junior (South Korean singer) » (voir la liste des auteurs).

1. ↑  (en) « Notice of Got7 Jr. Name Change », sur got7.jype.com (consulté le 29 mai 2015)
2. ↑  (en) « GOT7's Junior Announces He'll Be Using Real Name From Now On », sur Soompi (consulté le 21 février 2019).
3. ↑  (en) Puja Bhetwal, « Park Jin-young Biography », sur Biography Host, 16 décembre 2021.
4. ↑  (ko) « [스타캐스트] "자기를 소개할까요?"…'갓세븐', 자필로 쓴 '나' », Dispatch,‎ 28 janvier 2014 (lire en ligne [archive du 1er décembre 2024], consulté le 23 février 2025)
5. ↑  « 갓세븐 "우리만의 길 있어 엑소 부럽지 않아"(인터뷰) », sur 메트로신문 (consulté le 23 février 2025)
6. ↑  (en) « Dream High 2 » (consulté le 21 février 2019).
7. ↑  (en) « Dream High 2 To Begin @ HanCinema :: The Korean Movie and Drama Database », sur hancinema.net (consulté le 21 février 2019).
8. ↑  (ko) « ‘드림하이2' B급인생, 경쾌한 멜로디 ‘인기 폭발' », sur sports.donga.com (consulté le 21 février 2019).
9. ↑  (ko) « JJ프로젝트 '바운스', 아이튠즈 10위 '성공적 데뷔 신고식' », sur news.chosun.com (consulté le 21 février 2019).
10. ↑  GOT7, « JJ Project BOUNCE M/V », 19 mai 2012 (consulté le 21 février 2019).
11. ↑  (en) « JJ Project Timeline (2009-2013) | GOT7 Amino », sur GOT7 | aminoapps.com (consulté le 21 février 2019).
12. ↑  (ko) « 주니어, '남자가 사랑할 때' 캐스팅…송승헌 母 알바생 역 », sur entertain.naver.com (consulté le 21 février 2019).
13. ↑  (ko) « JYP, 포스트 2PM 그룹명은 '갓세븐(GOT7)'..16일 데뷔무대 », sur mosen.mt.co.kr,‎ 1er janvier 2014 (consulté le 21 février 2019).
14. ↑  (en) « Hyorin Earns Third K-Pop No. 1, GOT7 Tops World Albums », sur Billboard (consulté le 21 février 2019).
15. ↑  (ko) « 국내 대표 음악 차트 가온차트! », sur gaonchart.co.kr (consulté le 21 février 2019).
16. ↑  (en) « [Interview] GOT7 Talks ′Identify,′ Building Teamwork and More | Mwave », sur mwave.me (consulté le 21 février 2019).
17. ↑  (en) « GOT7 member to feature in local magazine », sur kpopherald.koreaherald.com (consulté le 21 février 2019).
18. ↑  (ko) « 키 이정신 '엠카' 새 MC 전격발탁…특별무대 첫선 », sur entertain.naver.com (consulté le 21 février 2019).
19. ↑  (ko) « 갓세븐 주니어-뱀뱀, ‘엠카운트다운' MC 떠난다..마지막 인사 », sur 뉴스엔 - 손에 잡히는 뉴스 눈에 보이는 뉴스,‎ 3 mars 2016 (consulté le 21 février 2019).
20. ↑  (en) « Over 200 movies featured at Jeonju Film Festival », sur The Korea Times, 13 avril 2016 (consulté le 21 février 2019).
21. ↑  (ko) “텐아시아” 무단전재 재배포금지, « | GOT7 주니어-지우 '눈발' 촬영현장 공개…설레는 첫만남텐아시아 », sur 텐아시아,‎ 6 janvier 2016 (consulté le 21 février 2019).
22. ↑  « [V Report Plus] Park Jin-young is very fond of ‘A Stray Goat' », sur kpopherald.koreaherald.com (consulté le 21 février 2019).
23. ↑  (ko) « [단독] 갓세븐 진영, '푸른 바다의 전설' 합류 », sur m.star.naver.com (consulté le 21 février 2019).
24. ↑  (en) « New stills show The Legend of the Blue Sea younger years cast », sur kpopherald.koreaherald.com (consulté le 21 février 2019).
25. ↑  (ko) « ‘인가' PD “갓세븐 진영·블랙핑크 지수·NCT 도영, 새 MC 확정”[공식] », sur entertain.naver.com (consulté le 21 février 2019).
26. ↑  (en) « Jinyoung, Jisoo, Doyoung to host ‘Inkigayo' », sur kpopherald.koreaherald.com (consulté le 21 février 2019).
27. ↑  (en) « GOT7's Jinyoung turns into ‘'That Psychometric Guy », sur kpopherald.koreaherald.com (consulté le 21 février 2019).
28. ↑  « Park Jinyoung wins at the 59th Baeksang Arts Awards, receives messages from GOT7 members », sur www.gmanetwork.com (consulté le 27 avril 2025)
29. ↑  (en) Kim So-yeon, « JYP to produce a web drama starring star-studded cast », Herald Corporation,‎ 4 avril 2017 (lire en ligne, consulté le 4 avril 2017).
30. ↑  (ko) « 박진영·윤박·닉쿤·류승수·신은수, ‘마술학교' 출연 확정 [공식] », Sports Donga,‎ 4 avril 2017 (lire en ligne, consulté le 3 août 2017).
31. ↑  (ko) Yang Ji-yeon, « [공식입장] '발칙한 동거' 측 "진영X피오X한혜연, 새 멤버 합류" », Seoul Economic Daily,‎ 8 février 2018 (lire en ligne, consulté le 9 février 2018).
32. ↑  (ko) « 키 이정신 '엠카' 새 MC 전격발탁…특별무대 첫선 », sur naver.com (consulté le 19 mars 2015).
33. ↑  (ko) Kim Yoo-jin, « ‘인기가요' 측 "진영-지수? 신중히 고려 중..확정 아냐"(공식입장) », Tenasia,‎ 24 janvier 2017 (lire en ligne, consulté le 24 janvier 2017).